# Череповец
Череповец (рус. Черепове́ц) град је у Русији у Вологдској области. Према попису становништва из 2010. у граду је живело 312.311 становника.
Основан је 1360. као манастир на брдима покрај реке Шексне. Кроз векове се развио у важно трговинско средиште, производњу и превоз. Статус града му је доделила царица Катарина Велика 1777.
У Череповцу се налази једна од највећих руских железара и челичана, као и велике хемијске фабрике као и фабрике за производњу уметних гнојива.
Стратешки је смештен на укрштању главних путева, воденог Волга-Балтик, железничких Запад-Исток, гасовода, као и између два главна руска града - Москве и Петрограда. Стога га се сматра савршеним местом за индустрије.
"Череповец“, на језику локалних домородаца Вепса, значи „Вепско рибље брдо“.

## Становништво
Према прелиминарним подацима са пописа, у граду је 2010. живело 312.311 становника, 442 (0,14%) више него 2002.
| 1939.  | 1959.  | 1970.   | 1979.   | 1989.   | 2002.   | 2010.   |
| ------ | ------ | ------- | ------- | ------- | ------- | ------- |
| 32.353 | 92.356 | 188.348 | 265.933 | 310.463 | 311.869 | 312.310 |

## Партнерски градови
- Балаково
- Клајпеда
- Ајуд
- Цеље